# 庙行公园
庙行公园是位于中华人民共和国上海市寶山區庙行镇长江西路康宁路口的一個社區公園。公园占地3.1万平方米，东至东茭泾，西至康宁路。园内种植樟树、楝树、松树、水杉、红叶李、夹竹桃、黄杨等树木。公园內有一个人工湖泊以及一个篮球场。公園內還有第二次國共內戰时期的碉堡。

## 歷史
公園於2005年建成。2018年10月29日起，庙行公园闭园改造。2019年年底，经过改造后的庙行公园对外开放。